# Djekoundakom Djerayom
Djekoundakom Elie Djerayom (ur. 12 marca 1996) – czadyjski zapaśnik walczący w obu stylach. Zajął 25. miejsce na mistrzostwach świata w 2022. Piąty na igrzyskach afrykańskich w 2019 i siedemnasty w 2023. Brązowy medalista mistrzostw Afryki w 2019. Piąty na igrzyskach frankofońskich w 2023 roku.